# 中华拟蚶
中华拟蚶（学名：Arcopsis sinensis），是魁蛤目魁蛤科Arcopsis属的一种。主要分布于中国大陆，常栖息在北部湾（水深22-51米）、南海（水深12-37米）、潮下带。
其种加词“sinensis”意为“中华的”。